# Henry Tureman Allen

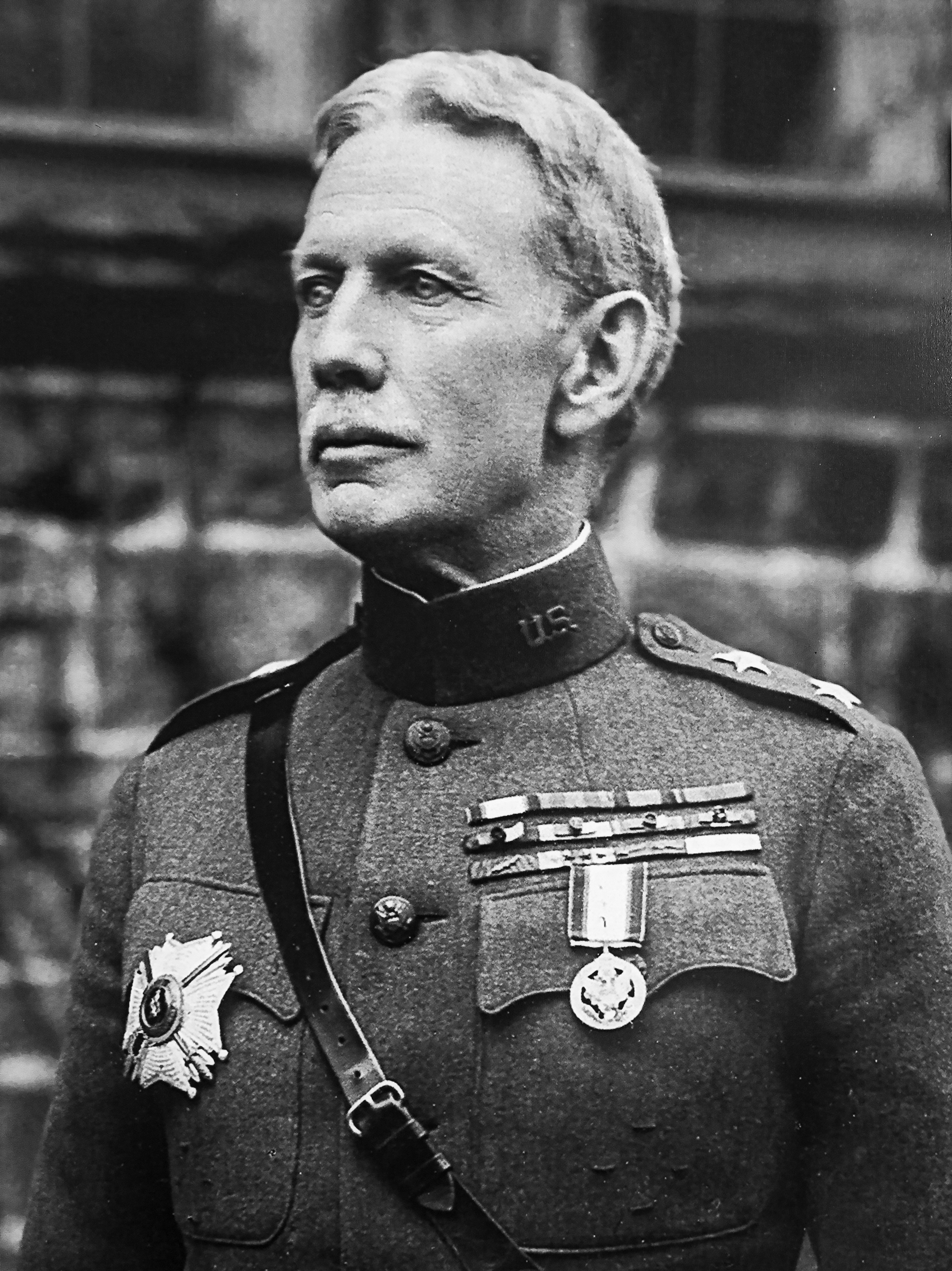
Henry T. Allen

Henry Tureman Allen (* 13. April 1859 in Sharpsburg, Bath County, Kentucky; † 30. August 1930 in Buena Vista, Pennsylvania) war ein ranghoher Offizier im Heer der Vereinigten Staaten von Amerika, zuletzt Generalmajor. Als Kommandierender General der American Forces in Germany (A.F.G.) von 1919 bis 1923 erwarb er sich Verdienste um die Erhaltung der Festung Ehrenbreitstein.

## Lebensweg
Allen wuchs im Bundesstaat Kentucky auf, wo er in der Militärschule Peeksville und am College von Georgetown erzogen wurde. Zudem besuchte er die US-Militärakademie. Von 1885 bis 1886 leitete er eine Expedition nach Alaska, wo er die Region um die Flüsse Copper, Tanana und Koyukuk erkundete. 1882 wurde Allen Leutnant der Kavallerie, 1889 wurde er Oberleutnant. Als Major der Freiwilligen nahm er 1898 am Kuba- und Philippinen-Feldzug teil. 1898 wurde er regulärer Hauptmann der Kavallerie, 1899 Major der Infanterie. 1901 war er Oberstleutnant, 1907 wieder Major der Kavallerie, 1912 dann endgültig Oberstleutnant.
Allen war in zahlreichen Verwendungen tätig. So war er 1888–90 Instrukteur an der Militärakademie der USA, 1890–95 Militärattaché in Russland und 1897/98 im Deutschen Reich. 1899 ging er auf die Philippinen, wo er ab 1901 Gouverneur der Insel Leyte und Organisator der philippinischen Polizeitruppen war. Am 1. September 1914 kam er zum 11. Kavallerie-Regiment. Am 1. Juli 1916 wurde er Oberst und Kommandeur der 17. Brigade und nahm an der mexikanischen Strafexpedition teil. Am 5. August 1917 erfolgte seine Ernennung zum Generalmajor und ab September 1917 kommandierte Allen die 90. Division des American Expeditionary Forces in Nordfrankreich. Er nahm an den Kämpfen am Mosel-Abschnitt und an der Maas-Argonnen-Offensive teil. Ab dem 4. November 1918 wurde er zum Kommandeur des VIII. Armee-Korps ernannt.
Ab dem 6. März 1921 war Generalmajor Allen Kommandeur der amerikanischen Truppen am Rhein, ab 2. Juli 1919 Kommandeur der amerikanischen Besatzung in Deutschland und ab 19. Mai 1920 auch Mitglied der Rheinland-Oberkommission. Am 19. Februar 1923 kehrte er in die USA zurück.

## General Allen in Koblenz

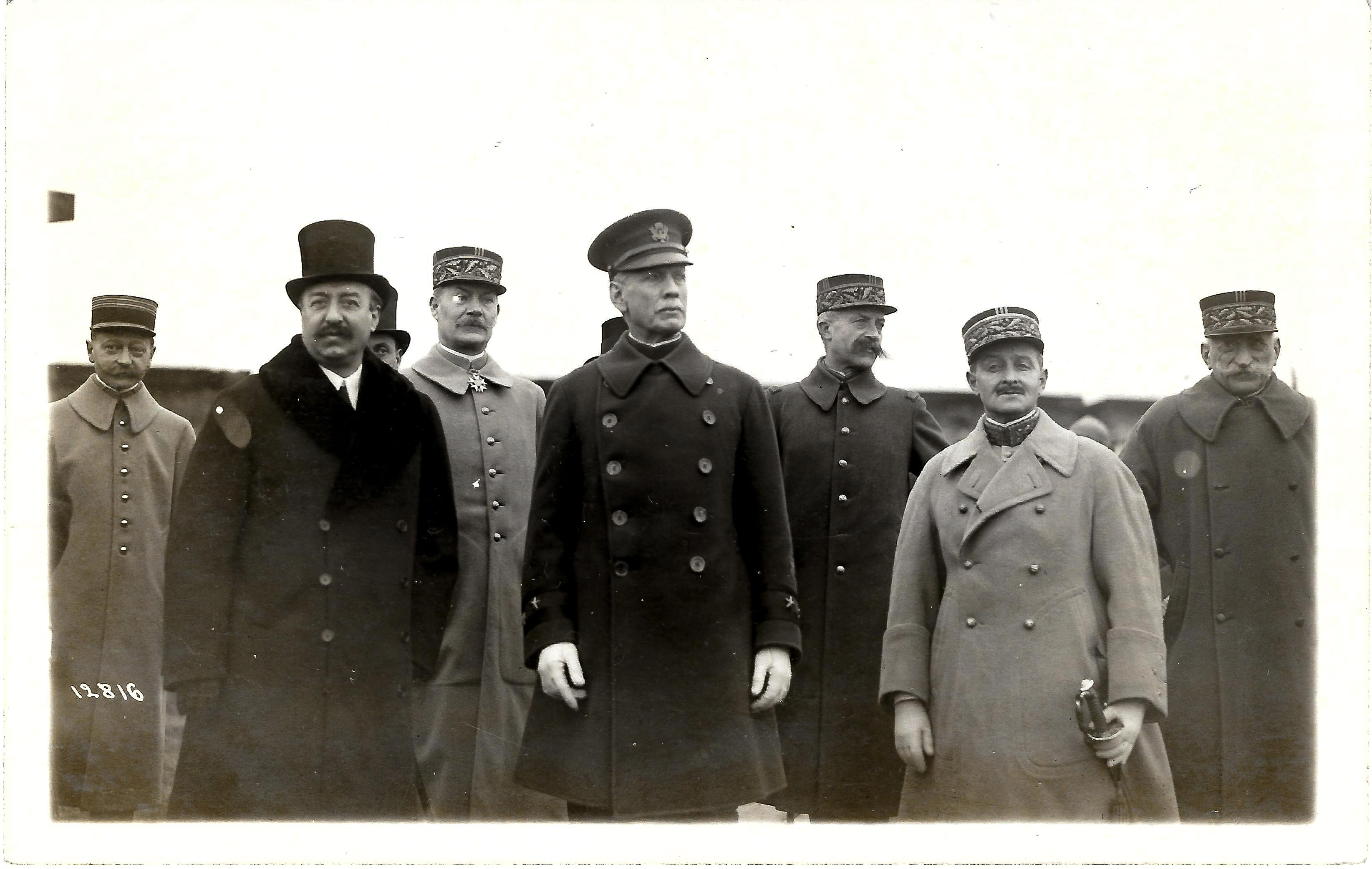
Henry T. Allen und Paul Tirard während des Flaggenwechsels auf der Feste Ehrenbreitstein, 24. Januar 1923

Dienstsitz General Allens war ab 1919 das Hotel Coblenzer Hof am Rheinufer von Koblenz, das relativ zentral in der amerikanischen Besatzungszone lag. Koblenz war zudem der Bezugspunkt eines rechtsrheinischen amerikanischen Brückenkopfes. Seine Zeit im Rheinland von 1919 bis 1923 beschrieb Allen in seinem 1923 erstmals publizierten Rheinland-Tagebuch. Er war bemüht, ein gutes Auskommen mit der deutschen Bevölkerung zu pflegen, und bremste mehrfach das zuweilen härtere französische Vorgehen in der Besatzungszone.
Das bekannteste Verdienst erwarb sich Allen 1922, als er sich beim französischen Marschall Ferdinand Foch für die Erhaltung der Festung Ehrenbreitstein einsetzte, die infolge des Versailler Vertrages mitsamt den übrigen Werken der Festung Koblenz geschleift werden sollte. Es sind mehrere Erhaltungsanträge für den Ehrenbreitstein überliefert, darunter vom Provinzialkonservator der Rheinprovinz, Renard, und dem Rheinischen Verein für Denkmalpflege und Heimatschutz, doch kommt offenbar dem Leiter des Koblenzer Entfestigungsamtes Eduard Hüger, dem britischen Major O’Connor und eben Allen ein besonderes Verdienst zu. Allen macht dies in seinem Rheinland-Tagebuch (S. 203, Eintrag zum 9. Februar 1922) deutlich:
In einem Brief erkennt Marschall Foch meinen Einwand gegen die Zerstörung der Festung Ehrenbreitstein an; sie soll als berühmtes Rheindenkmal erhalten bleiben. Vorher war mein Vorschlag, sie zu erhalten, vom Militäroberkommando und der Kontrollkommission bekämpft worden. Ich war entschlossen, sie nicht zerstören zu lassen, solange meine Macht in der Zone dauerte. Wert hat sie nur als geschichtliches Denkmal.
Am 25. Februar 1922 verfügte die I.M.K.K. offiziell die Erhaltung der Festung Ehrenbreitstein.

## Humanitäre Hilfe für deutsche Kinder
Nach Rückkehr in die Vereinigten Staaten setzte sich Allen für die Lebensmittelhilfe für deutsche Kinder ein. 1923 war er Mitgründer und Vorsitzender des American Committee for Relief of German Children. Ziel der humanitären Kampagne war es, an hungernde Kinder zusätzliche Mahlzeiten von mindestens 500 kcal zu verteilen. Allens Kampagne war besonders erfolgreich bei Deutsch-Amerikanern. Sie arbeitete eng mit dem Dachverband der amerikanischen Kirchen, dem Federal Council of Churches, zusammen. Das Hilfskomitee sammelte rund 4,3 Millionen US-Dollar an Spenden. Auf ihrem Höhepunkt versorgte die Kampagne eine Million deutsche Kinder. Sie endete im Sommer 1924.

## Ehrungen
Ein 1920 gebauter Truppentransporter der US Navy hieß ab 1940 USS Henry T.Allen. Er wurde 1946 außer Dienst gestellt und 1948 abgewrackt.
In Koblenz erinnert seit 2001 die General-Allen-Straße im Bereich der Fritsch-Kaserne in Niederberg an den amerikanischen General.